# Coppa Montenero 1935
La Coppa Montenero 1935 est un Grand Prix qui s'est tenu sur le circuit de Livourne le 4 août 1935.

## Grille de départ
| 1re ligne | Pos. 4            | Pos. 3              | Pos. 2                      | Pos. 1              |
| --------- | ----------------- | ------------------- | --------------------------- | ------------------- |
|           | Brivio Alfa Romeo | Cucinotta Maserati  | Cornaggia-Medici Alfa Romeo | Magistri Alfa Romeo |
| 2e ligne  | Pos. 7            | Pos. 6              | Pos. 5                      | Pos. 8              |
|           | Chambost Maserati | Minozzi Alfa Romeo  | Rüesch Maserati             | Soffietti Maserati  |
| 3e ligne  | Pos. 11           | Pos. 10             | Pos. 9                      | Pos. 12             |
|           | Pages Alfa Romeo  | Nuvolari Alfa Romeo | Brooke Bugatti              | Rocco Maserati      |
| 4e ligne  | Pos. 15           | Pos. 14             | Pos. 13                     | Pos. 16             |
|           | Trossi Alfa Romeo | Barbieri Alfa Romeo | Dreyfus Alfa Romeo          | Crestina Bugatti    |
| 5e ligne  | Pos. 17           |                     |                             |                     |
|           | Siena Maserati    |                     |                             |                     |

## Classement de la course
| Pos. | no | Pilote                    | Écurie                 | Châssis            | Tours | Temps/Abandon     | Grille |
| ---- | -- | ------------------------- | ---------------------- | ------------------ | ----- | ----------------- | ------ |
| 1    | 22 | Tazio Nuvolari            | Scuderia Ferrari       | Alfa Romeo Tipo B  | 12    | 2 h 42 min 8 s 8  | 10     |
| 2    | 10 | Antonio Brivio            | Scuderia Ferrari       | Alfa Romeo Tipo B  | 12    | + 1 min 57 s 2    | 4      |
| 3    | 32 | Carlo Felice Trossi       | Scuderia Ferrari       | Alfa Romeo Tipo B  | 12    | + 6 min 14 s 4    | 15     |
| 4    | 28 | René Dreyfus              | Scuderia Ferrari       | Alfa Romeo Tipo B  | 12    | + 6 min 59 s 6    | 13     |
| 5    | 2  | Costantino Magistri       | Privé                  | Alfa Romeo 8C 2600 | 12    | + 17 min 54 s 2   | 1      |
| 6    | 16 | Albert Chambost           | Privé                  | Maserati 8CM       | 12    | + 26 min 27 s 2   | 7      |
| 7    | 14 | Giovanni Minozzi          | Privé                  | Alfa Romeo 8C 2300 | 12    | + 34 min 20 s 2   | 6      |
| 8    | 8  | Letterio Cucinotta        | Privé                  | Maserati 26M       | 12    | + 37 min 16 s 8   | 3      |
| 9    | 18 | Luigi Soffietti           | Privé                  | Maserati 8CM       | 12    | + 39 min 38 s 2   | 8      |
| Abd. | 34 | Eugenio Siena             | Scuderia Subalpina     | Maserati 6C-34     | 9     | Accident          | 17     |
| Abd. | 24 | Luigi Pages               | Privé                  | Alfa Romeo 8C 2300 | 9     |                   | 11     |
| Abd. | 6  | Giovanni Cornaggia-Medici | Privé                  | Alfa Romeo 8C 2300 | 7     |                   | 2      |
| Abd. | 12 | Hans Rüesch               | Privé                  | Maserati 8CM       | 5     | Boite de vitesses | 5      |
| Abd. | 30 | Ferdinando Barbieri       | Scuderia Villapadierna | Maserati 8CM       | 5     | Moteur            | 14     |
| Abd. | 36 | Pio Crestina              | Privé                  | Bugatti T51        | 3     | Accident          | 16     |
| Abd. | 20 | René Brooke               | Privé                  | Bugatti T51        | 1     | Mécanique         | 9      |
| Np.  | 4  | Maurice Mablot            | Privé                  | Bugatti T51        |       | Non partant       |        |
| Np.  | 26 | Giovanni Rocco            | Scuderia Subalpina     | Maserati 26M       |       | Non partant       |        |

- Légende : Abd.=Abandon - Np.=Non partant.

## Pole position et record du tour
- Pole position :  Costantino Magistri (Alfa Romeo) attribué par ballotage
- Meilleur tour en course :  Tazio Nuvolari (Alfa Romeo) en 13 min 15 s 8 (90,5 km/h) au dixième tour.